# Martín García
Martín Alberto García (Buenos Aires, 2 de maio de 1977) é um ex-tenista profissional argentino. Como duplista, ganhou pela ATP a 8 títulos e chegou a 14 finais. Seu maior ranking de simples foi o N° 342 da ATP, já em duplas alcançou o N° 21 da ATP.

## Biografia
Martín García, foi um tenista profissional argentino a partir de 1996. Chegou a ser classificado entre os vinte primeiros do mundo da ATP como jogador de duplas, Ainda como duplista, Martín ganhou pela ATP a 8 títulos e chegou a 14 finais. Foi membro da Copa Davis da Argentina nos anos 2000 e 2001, e semifinalista no Grand Slam do Aberto da França de 2000. Como testemunho do seu carácter e compreensão do jogo, Martín foi votado e eleito pelos seus pares para formar parte do Conselho de Jogadores da ATP, unindo-se a dez jogadores, entre eles Rafael Nadal, Roger Federer e Novak Djokovic. Martin serviu no Conselho de Jogadores da ATP durante quatro anos até sua aposentadoria como jogador profissional.
Entre suas maiores vitórias incluem triunfos sobre: Roger Federer, Rafael Nadal, Novak Djokovic, Andre Agassi, Andy Roddick e Bob e Mike Bryan entre outros. Atualmente, García reside em Miami, onde é diretor de desenvolvimento de Jogadores na Canas Tennis Academy (http://www.canastennisacademy.com/). A academia está situada no Crandon Park Tennis Center em Key Biscayne, lugar sede do ATP Soni Ericsson Open. Devido a seu curriculum como treinador, alguns dos melhores tenistas do mundo têm chegado a Martín para requerer treinamento e orientação. Alguns destes são: Guillermo Coria (ex N° 3 da ATP) e Paola Suárez (ex N°1 da WTA em duplas e N°10 em simples). Martin é tanto respeitado como treinador, que ele foi escolhido para ser um treinador pessoal para o time argentino de tênis que participou nos Jogos Olímpicos de 2012 em Londres.